# 特鲁瓦附近克勒内
特鲁瓦附近克勒内（法語：Creney-près-Troyes，法語發音：[kʁənɛ pʁɛ tʁwa]）是法国奥布省的一个市镇，位于该省中部，属于特鲁瓦区。

## 地理
特鲁瓦附近克勒内（48°19'56"N, 4°7'37"E）面积15.76 平方千米，位于法国大東部大區奥布省，该省份为法国中北部省份，北起马恩省，西接塞纳-马恩省，西南至约讷省，东南至科多尔省，东临上马恩省。
与特鲁瓦附近克勒内接壤的市镇（或旧市镇、城区）包括：阿桑西耶尔、拉沃、吕耶尔、蓬圣玛丽、圣帕尔欧泰特尔、瓦伊、维勒谢蒂夫。

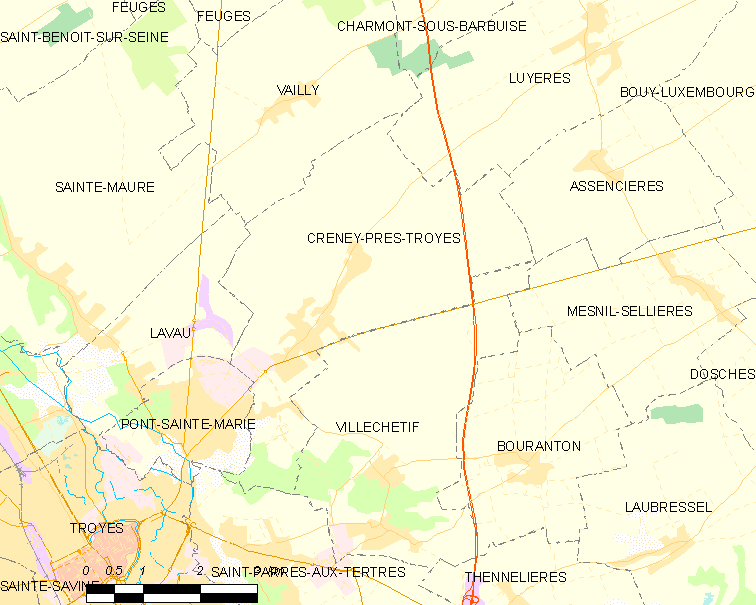
特鲁瓦附近克勒内的OSM定位图

特鲁瓦附近克勒内的时区为UTC+01:00、UTC+02:00（夏令时）。

## 行政
特鲁瓦附近克勒内的邮政编码为10150，INSEE市镇编码为10115。

## 政治
特鲁瓦附近克勒内所属的省级选区为特鲁瓦附近克勒内县。

## 人口

1962-2008年间特鲁瓦附近克勒内人口变化图示

特鲁瓦附近克勒内于2022年1月1日时的人口数量为1996人。